# 2009年のデイトナ24時間レース
2009年のデイトナ24時間レース（スポンサー名 ロレックス24アット・デイトナ）は、2009年1月24日から1月25日にかけて、フロリダ州のデイトナ・インターナショナル・スピードウェイで行われた。

## 結果
- 1位 735周 ブルモス・レーシング
- 2位 735周 チップ・ガナッシ・レーシング
- 3位 735周 ブルモス・レーシング
- 4位 735周 サントラスト・レーシング
- 5位 731周 チップ・ガナッシ・レーシング
- 6位 717周 ペンスキー・レーシング
- 7位 714周 ゲインズコ/ボブ・ストーリングス・レーシング
- 8位 702周 チャイルドレス・ハワード・モータースポーツ
- 9位 695周 TRG
- 10位 694周 TRG